# 伊格爾瓦利鎮區 (明尼蘇達州托德縣)
伊格爾瓦利鎮區（英語：Eagle Valley Township）是一個位於美國明尼蘇達州托德縣的行政鎮區。

## 人口
根據2020年美國人口普查的數據，伊格爾瓦利鎮區的面積為91.11平方千米，皆為陸地。當地共有人口487人，而人口密度為每平方千米5人。